# Saint-Pair-sur-Mer
Saint-Pair-sur-Mer is een gemeente in het Franse departement Manche in de regio Normandië. De plaats maakt deel uit van het arrondissement Avranches. Saint-Pair-sur-Mer telde op 1 januari 2022 4.372 inwoners.

## Geografie
De oppervlakte van Saint-Pair-sur-Mer bedroeg op 1 januari 2022 14,42 vierkante kilometer; de bevolkingsdichtheid was toen 303,2 inwoners per km².

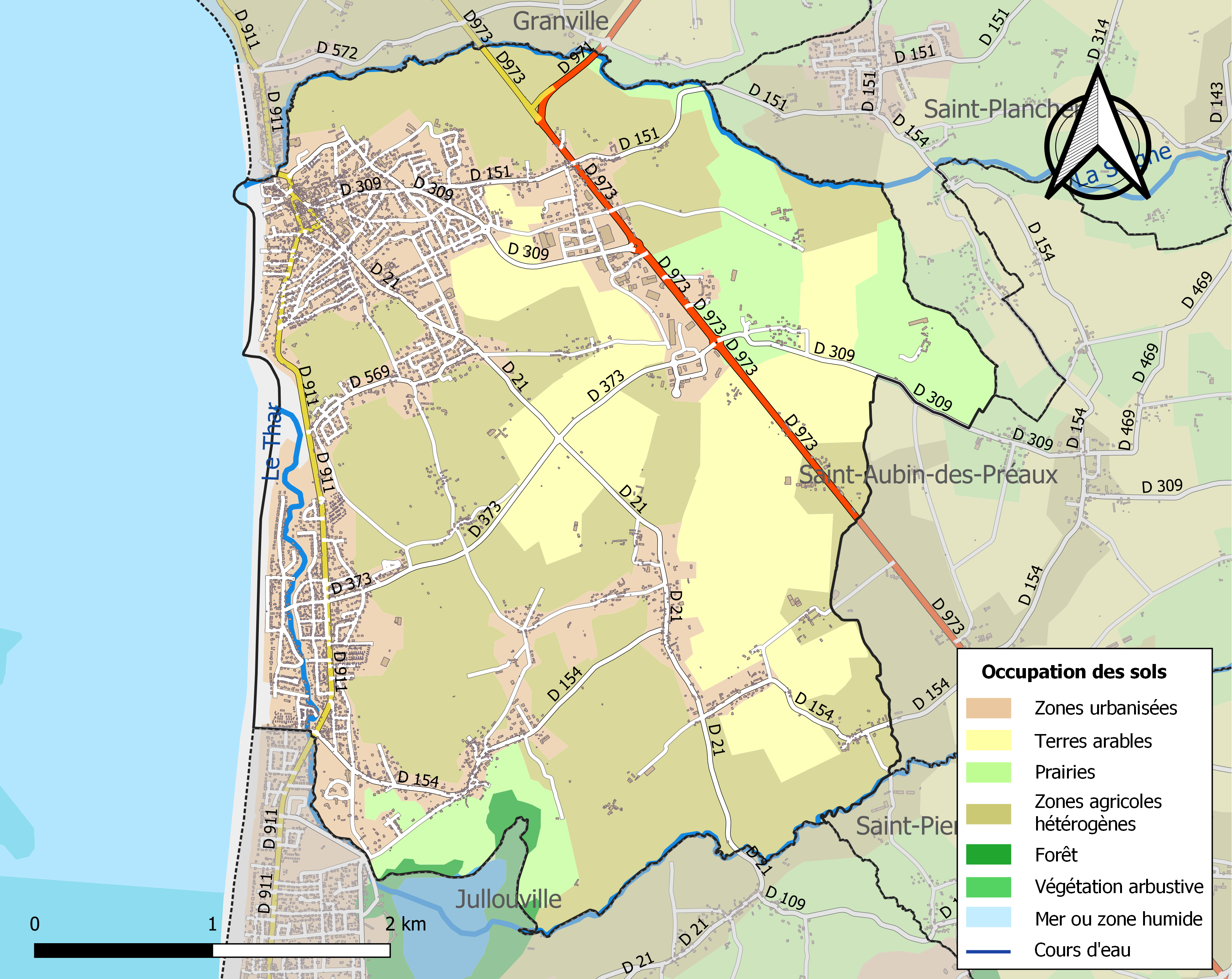
Kaart van de gemeente met de belangrijkste infrastructuur, bodemgebruik en omliggende gemeenten

## Demografie
Onderstaande figuur toont het verloop van het inwonertal (bron: INSEE-tellingen).

Donville-les-Bains · Granville · Saint-Pair-sur-Mer · Yquelon